# Versace

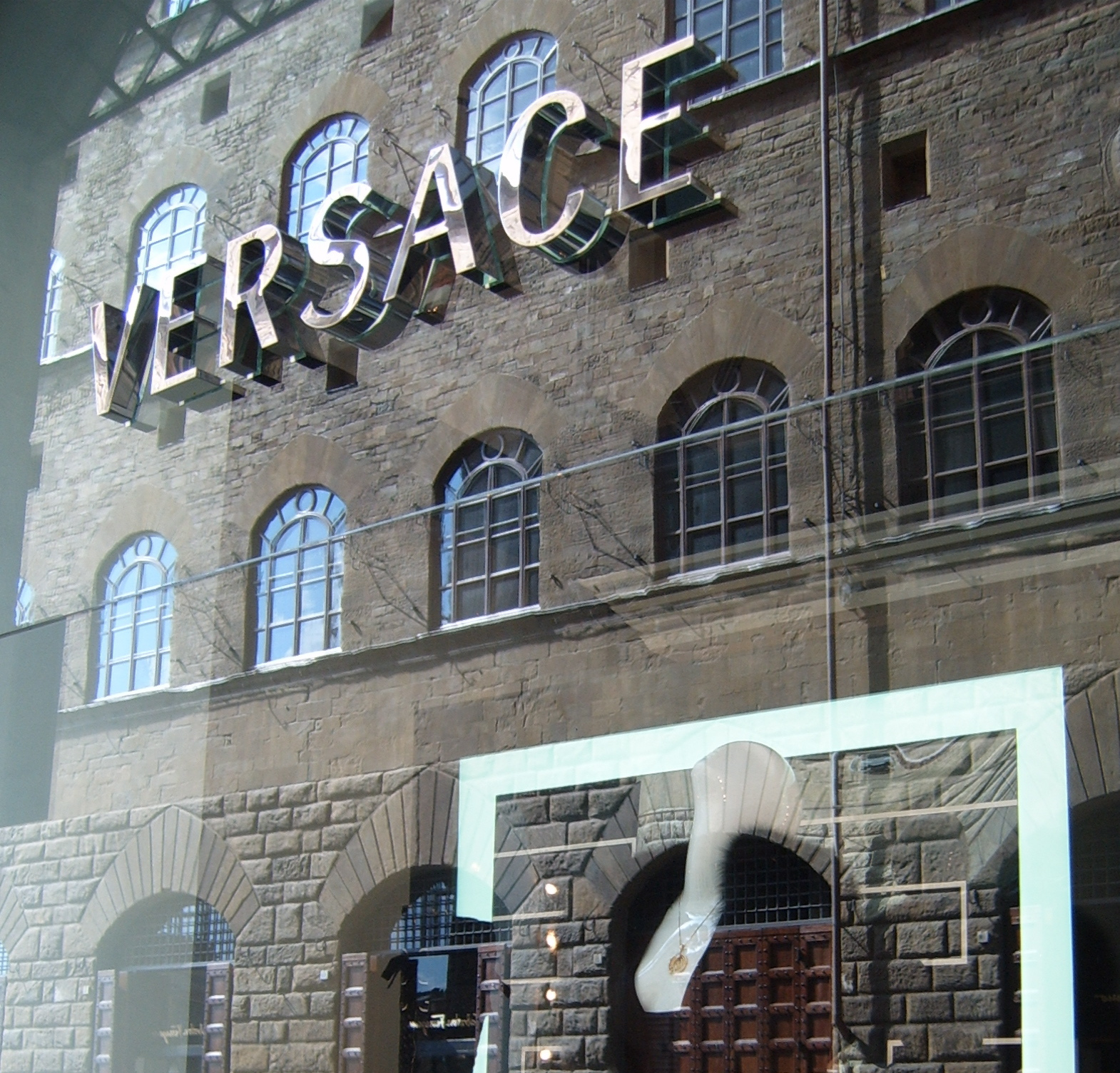
Una boutique de Versace en Mónaco.

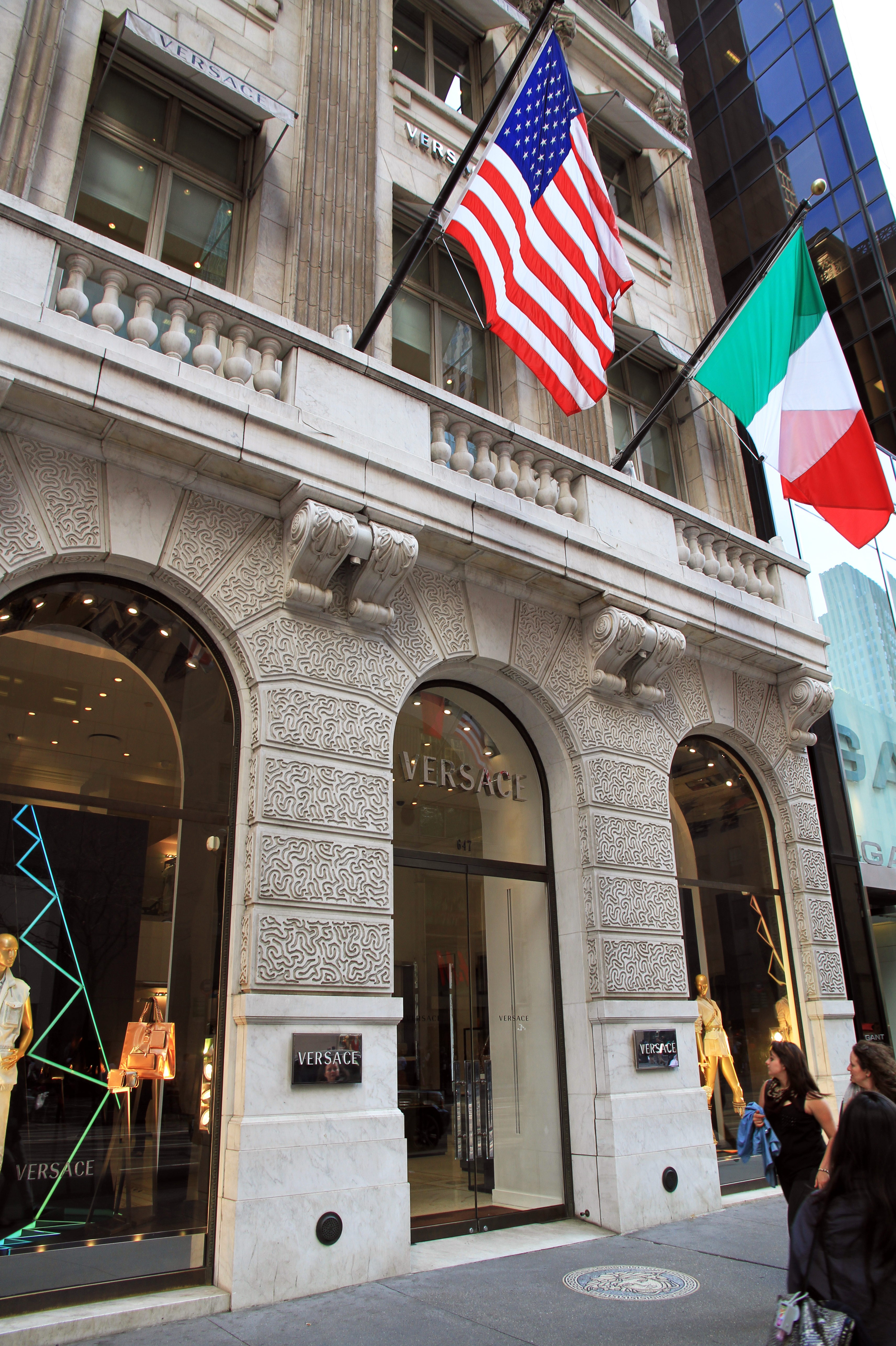
Fachada de una boutique de Versace en la Quinta Avenida de Nueva York, 2013.

Gianni Versace S.r.l., usualmente llamada Versace, es una casa de moda Italiana, con sede central en la ciudad de Milán, en la región de la Lombardía. Fundada por Gianni Versace en 1978, luego pasó a ser propiedad de Michael Kors y Allegra Beck, la hija mayor de Donatella Versace, que heredó de su tío Gianni el 50% de las acciones de la empresa. El 25 de septiembre de 2018, el grupo estadounidense de moda Michael Kors Holdings oficializó la compra de la casa italiana Versace, valorada en 2,120 millones de dólares estadounidenses.
Versace diseña, comercializa y distribuye vestuario, accesorios, fragancias, maquillaje y muebles de lujo bajo las diversas líneas del Grupo Versace, como: Gianni Versace Couture, Versace Jeans Couture, Versace Home Collection y Versace Collection.
El Departamento de Estilo de Versace cuenta con un grupo de diseñadores y estilistas que trabajan en equipos. Cada equipo está dedicado específicamente a la línea de ropa o a la marca. Estos equipos operan bajo la atenta supervisión y guía de la directora creativa, Donatella Versace. 

## Historia
La primera boutique de Versace fue inaugurada en Milán Italia en 1978 y su popularidad fue inmediata. Gianni controlaba desde el diseño hasta la comercialización.
En 1982, la marca se expandió para accesorios, joyas y hogar.
En 1994 la compañía ganó fama internacional por el vestido negro de Elizabeth Hurley, el cual ha quedado como una de las prendas más famosas del diseñador.
Gianni Versace tuvo famosos clientes como David Santisteban, 2pac, Elton John, Michael Jackson, Diana de Gales y Carolina de Mónaco, Alex Acosta Warnes.
Después de que Andrew Cunanan asesinara a Gianni Versace el 15 de julio de 1997, su hermana Donatella, exvicepresidenta de la compañía, se transformó en la directora creativa de diseño de Versace. Su hermano mayor, Santo Versace, se convirtió en gerente de la empresa.

## Las líneas de Versace
Existen muchas líneas que componen el Grupo Versace. Ellas son: Gianni Versace Couture, Versace Jeans Couture, Versace Home Collection y Versace Collection. Además de la ropa y los accesorios, la marca opera el hotel Palazzo Versace.
Gianni Versace Couture, que abarca vestuario, joyas, relojes, fragancias, cosméticos y muebles de alta calidad, a menudo hechos a mano, es la principal línea de la marca. Tradicionalmente, esta es la única línea presentada sobre las pasarelas en la semana de la moda de Milán. Los vestidos de alta costura en esta línea pueden llegar a costar cerca de 10 000 dólares y un traje casi 5.000 $. Donatella Versace dirige directamente esta línea y diseña un gran número de productos. Muchos de los accesorios y muebles están licenciados a través de Rosenthal u otras compañías de renombre. La mayoría de los productos de Gianni Versace Couture tienen estampados los exclusivos motivos de Versace Greek o Greek Key. Atelier Versace era una línea de alta costura que fue suspendida poco después de comenzar, debido a la escasez de ventas y a una caída en la comercialización de la alta costura.
Versace Collection y Versace Jeans Couture son líneas de difusión licenciadas. Estas líneas de ropa incorporan elementos de la línea Gianni Versace, mientras se enfoca en las tendencias de la temporada en curso. A menudo, estas líneas son creadas y producidas a través de otras compañías de diseñadores, las cuales están en constante comunicación con el Grupo Versace. Versace Collection está dirigida al público joven y es más accesible para diferentes poderes adquisitivos. Esta colección reemplazó a Versace Classic en Primavera/Verano 2006, con el objetivo de erradicar la torcida imagen que Versace ganó al difundir diversas líneas de vestuario. Además de Versace Classic, la empresa también suspendió Versace Intensive y Versace Young en el año 2005 por las mismas razones.
Versace Jeans Couture, una línea de ropa informal, se concentra en denims de finas terminaciones y camisetas con el logo de Gianni Versace. Es accesible y asequible. Esta línea es distribuida a través de las 56 boutiques, otras importantes tiendas e Internet. Versace Sport comprende ropa y accesorios deportivos con el nombre de la marca estampado a menudo en las camisetas.
En los últimos años, Donatella Versace ha incursionado exitosamente en la industria de la moda con su colección independiente. Aunque esta está inspirada en la mujer fuerte, pretende hacerla lucir sensual, bella y elegante. Versace cuenta con famosos y modelos de primera categoría que usan sus prendas y apoyan a la marca.